# Brama Brandenburska w Poczdamie
Brama Brandenburska (niem. Brandenburger Tor) – klasycystyczna brama miejska, znajdująca się w Poczdamie, przy placu Luisenplatz, na zachodnim krańcu ulicy Brandenburger Straße.  Wraz z Bramą Myśliwską i Bramą Naueńską jest jedną z trzech zachowanych bram miejskich w Poczdamie.

## Historia
W 1733 roku, w ramach drugiej barokowej rozbudowy Poczdamu powstała pierwsza Brama Brandenburska – po jednej ze stron tej budowli rozpoczynała się droga prowadząca do Brandenburga an der Havel, ponadto miejsce to miało również bezpośrednie połączenie drogowe z poczdamskimi królewskimi pałacami i ogrodami.
Po wojnie siedmioletniej król Prus Fryderyk II Wielki zapragnął budowy nowej okazałej bramy przy wjeździe do Poczdamu będącego ówcześnie miastem garnizonowym. Miała ona symbolizować awans Królestwa Prus do grona europejskich mocarstw. Ostatecznie budowla została zbudowana w latach 1770–1771 według projektu architekta Karla von Gontarda i jego ucznia Georga Christiana Ungera na wzór rzymskiego łuku triumfalnego.
Od strony terenów podmiejskich Unger umiejętnie zastosował klasyczną architekturę kolumnową, mającą na celu przyciąganie wzroku na rozchodzące się promieniście z kierunku zachodniego drogi. Strona miejska bramy została z kolei ozdobiona zaprojektowanymi przez Gontarda korynckimi kolumnami i reliefami przedstawiającymi trofea. Wysoką attykę budowli zwieńczyły rzeźby trofeów i kartusz z herbem, nad którym osadzona została pozłacana korona pruska. Obszar od strony miejskiej służył nie tylko do prowadzenia kontroli ludzi i towarów opuszczających Poczdam, ale stanowił także przestrzeń do eksponowania architektury budowli.
W XIX wieku otwarto mniejsze boczne przejścia bramy, w których wcześniej mieściła się izba wartownicza i pomieszczenia królewskiego urzędu celnego, a także wyburzono mury miejskie, dzięki czemu budowla stała się obiektem wolnostojącym.
W 2018 roku bramę poddano pracom renowacyjnym, sfinansowanym dzięki dotacjom na rzecz wspierania obszarów miejskich przyznanym przez Ministerstwo Środowiska, Ochrony Przyrody i Bezpieczeństwa Reaktorów Atomowych, a także władze krajów związkowych, gmin i miasta Poczdam.

## Galeria

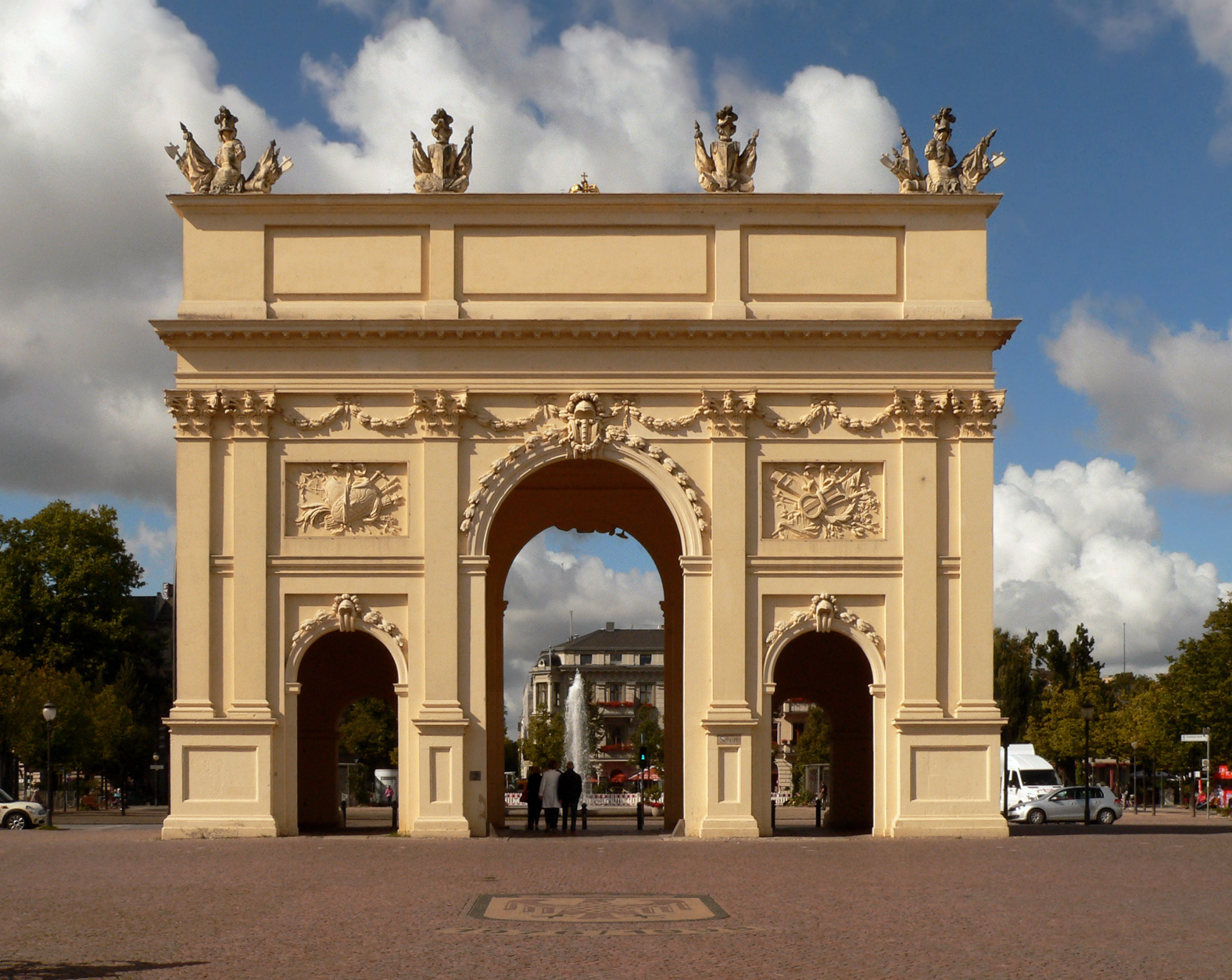
Brama od strony miasta w 2015 roku
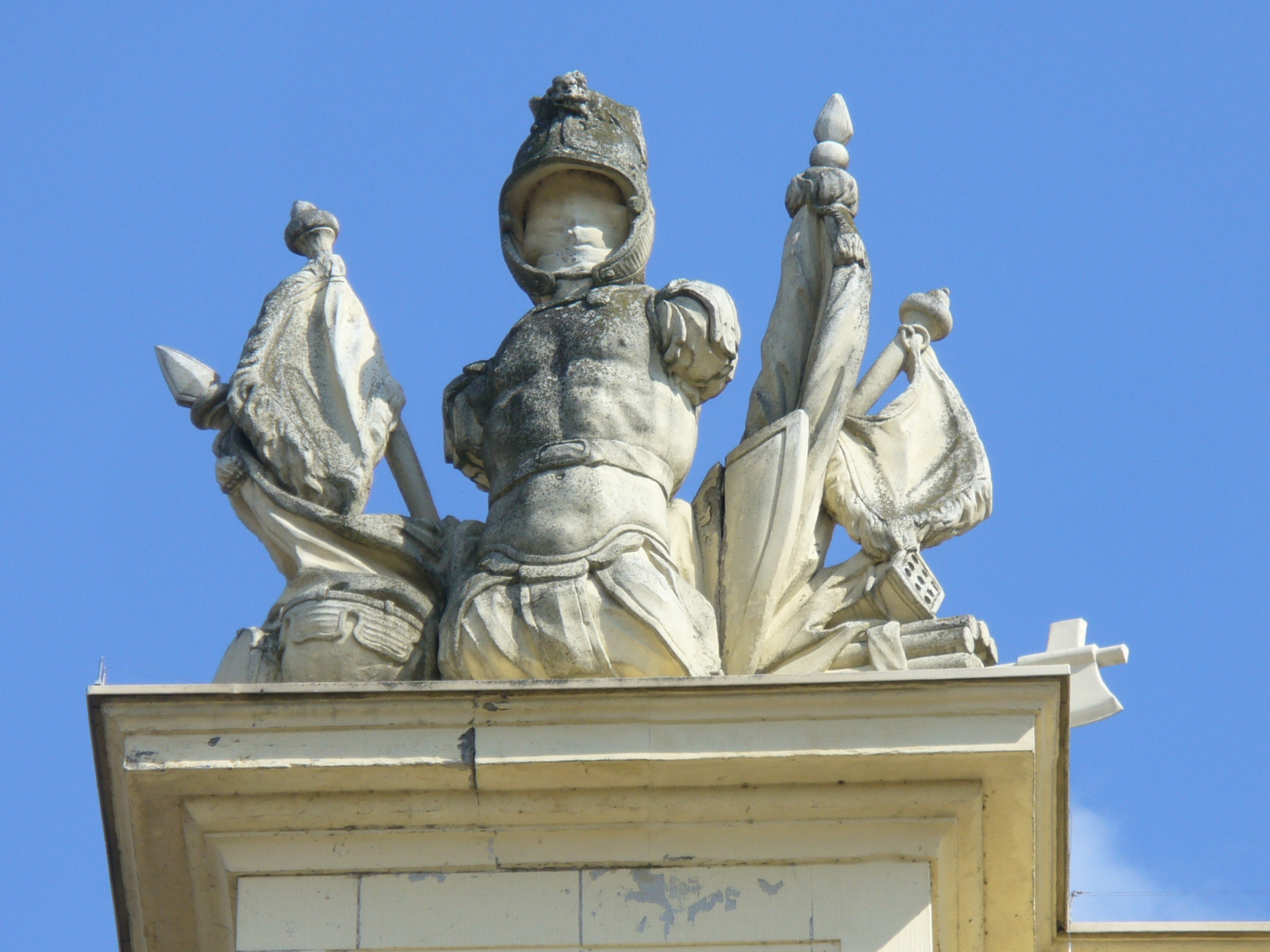
Jedna z rzeźb trofeów wieńczących attykę budowli
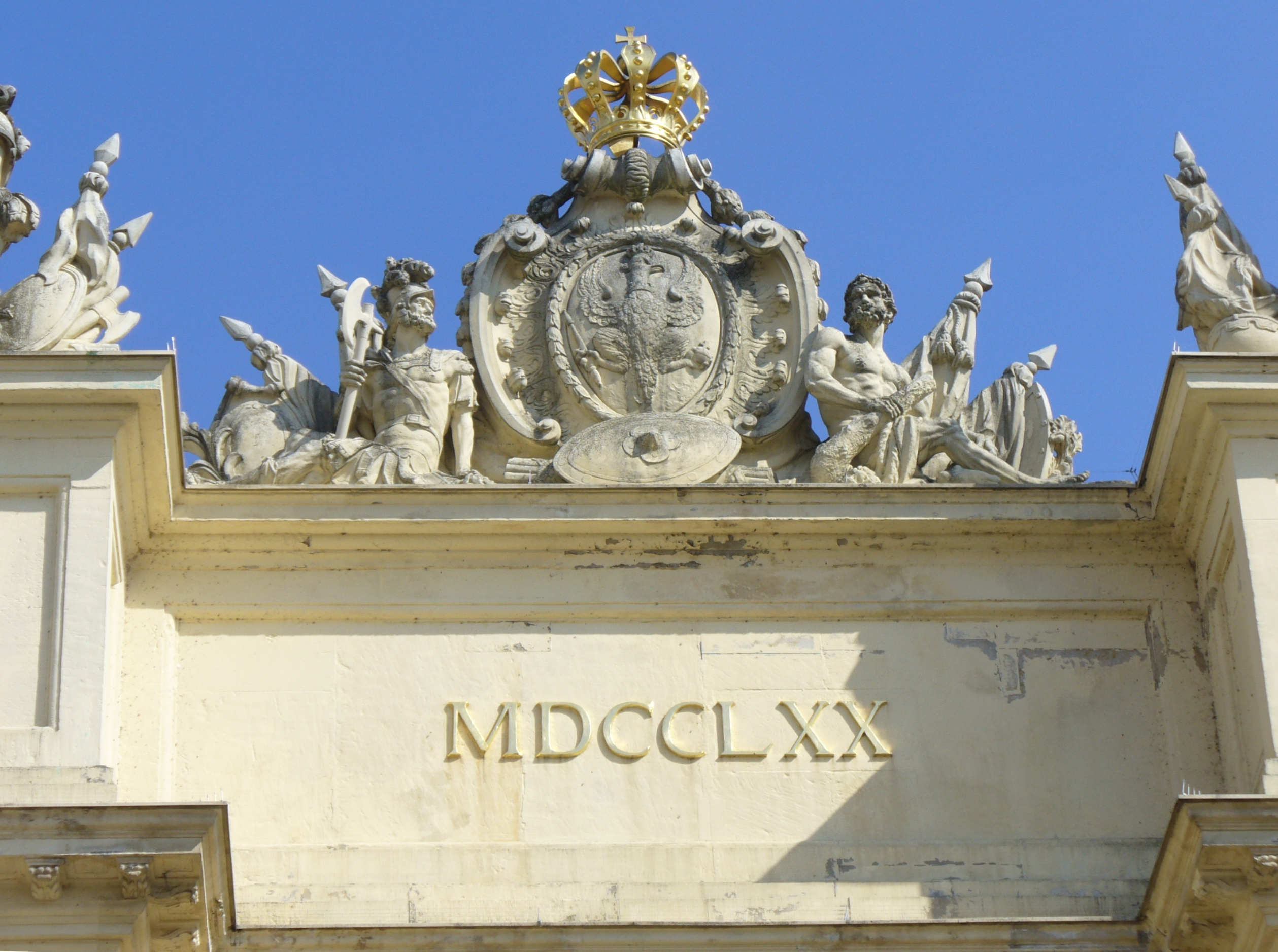
Kartusz z herbem wieńczący attykę budowli